# Enrique Flamini
Enrique Domingo Flamini noto anche col nome italianizzato Enrico Flamini (Rosario, 17 aprile 1917 – Roma, 11 gennaio 1982) è stato un dirigente sportivo, allenatore di calcio e calciatore argentino naturalizzato italiano, di ruolo attaccante prima e centrocampista poi.
Era soprannominato Flaco (in lingua italiana magro) per la sua corporatura longilinea.

## Carriera

### Giocatore

Un giovane Flamini.

Proveniente dalla formazione argentina del Racing Avellaneda, arriva in Italia sei mesi prima che iniziasse il campionato 1939-1940 alla ricerca di documenti che dimostrino le origini italiane, che vengono trovati e ne consentono quindi il tesseramento alla Lazio, su segnalazione del direttore sportivo Alfredo Di Franco, in qualità di oriundo.
Flamini in Argentina aveva giocato centravanti, e fin dall'esordio con la maglia biancoceleste, nell'amichevole pre-campionato persa a Napoli per 2-1, dimostra subito di avere grinta, velocità e precisione nel tiro. Il 26 maggio 1940, con la squadra in emergenza, realizza il gol decisivo nell'1-0 nel derby contro i "cugini" della Roma, con un tiro da lontano che batte l'estremo difensore avversario Guido Masetti.
Dopo undici stagioni in biancoceleste (salvo il periodo bellico tra il 1943 ed il 1946, in cui si trasferì prima in Uruguay, tra le file del Peñarol, e successivamente in Brasile per giocare una stagione nel Cruzeiro di Rio Grande do Sul con l'allenatore ungherese Imre Hirschl), si trasferisce alla Reggiana e dopo un breve ritorno in maglia biancoceleste chiude la carriera in IV Serie con la maglia del Terracina.
Il suo bilancio nella Lazio è di 283 presenze complessive (272 in campionato e 11 in Coppa Italia) e di 44 gol (43 in campionato ed uno in Coppa Italia).

### Allenatore
Dopo aver conclusa la sua carriera da calciatore, Flamini intraprende quella di allenatore nelle squadre giovanili della Lazio. Nella Lazio ha ricoperto, per un breve periodo, anche il ruolo di allenatore della prima squadra nella stagione 1960-1961, quella della prima retrocessione in Serie B, ed anche quello di vice di Bob Lovati al termine dell'annata 1970-1971.

### Dirigente sportivo
Nella Lazio, oltre ad aver ricoperto il ruolo di allenatore delle squadre giovanili, ricoprì il ruolo di capo degli osservatori e più tardi divenne uno dei responsabili del vivaio biancoceleste.

## Statistiche

### Presenze e reti nei club
| Stagione             | Squadra              | Campionato           | Campionato | Campionato | Coppe nazionali | Coppe nazionali | Coppe nazionali | Coppe continentali | Coppe continentali | Coppe continentali | Altre coppe | Altre coppe | Altre coppe | Totale | Totale |
| Stagione             | Squadra              | Comp                 | Pres       | Reti       | Comp            | Pres            | Reti            | Comp               | Pres               | Reti               | Comp        | Pres        | Reti        | Pres   | Reti   |
| -------------------- | -------------------- | -------------------- | ---------- | ---------- | --------------- | --------------- | --------------- | ------------------ | ------------------ | ------------------ | ----------- | ----------- | ----------- | ------ | ------ |
| 1938                 | Racing Club          | PD                   | 1          | 1          | -               | -               | -               | -                  | -                  | -                  | -           | -           | -           | 1      | 1      |
| 1938                 | Talleres (RE)        | PD                   | 15         | 8          | -               | -               | -               | -                  | -                  | -                  | -           | -           | -           | 15     | 8      |
| 1939-1940            | Lazio                | A                    | 26         | 5          | CI              | 2               | 0               | -                  | -                  | -                  | -           | -           | -           | 28     | 5      |
| 1940-1941            | Lazio                | A                    | 30         | 2          | CI              | 4               | 1               | -                  | -                  | -                  | -           | -           | -           | 34     | 3      |
| 1941-1942            | Lazio                | A                    | 30         | 1          | CI              | 2               | 0               | -                  | -                  | -                  | -           | -           | -           | 32     | 1      |
| 1942-1943            | Lazio                | A                    | 27         | 3          | CI              | 3               | 0               | -                  | -                  | -                  | -           | -           | -           | 30     | 3      |
| 1944                 | Peñarol              | PDU                  | ?          | ?          | -               | -               | -               | -                  | -                  | -                  | -           | -           | -           | ?      | ?      |
| 1944                 | Cruzeiro (RS)        | ?                    | ?          | ?          | -               | -               | -               | -                  | -                  | -                  | -           | -           | -           | ?      | ?      |
| 1945                 | Cruzeiro (RS)        | ?                    | ?          | ?          | -               | -               | -               | -                  | -                  | -                  | -           | -           | -           | ?      | ?      |
| Totale Cruzeiro (RS) | Totale Cruzeiro (RS) | Totale Cruzeiro (RS) | ?          | ?          |                 | -               | -               |                    | -                  | -                  |             | -           | -           | ?      | ?      |
| 1946-1947            | Lazio                | A                    | 24         | 4          | -               | -               | -               | -                  | -                  | -                  | -           | -           | -           | 24     | 4      |
| 1947-1948            | Lazio                | A                    | 26         | 0          | -               | -               | -               | -                  | -                  | -                  | -           | -           | -           | 26     | 0      |
| 1948-1949            | Lazio                | A                    | 22         | 3          | -               | -               | -               | -                  | -                  | -                  | -           | -           | -           | 22     | 3      |
| 1949-1950            | Lazio                | A                    | 30         | 10         | -               | -               | -               | -                  | -                  | -                  | -           | -           | -           | 30     | 10     |
| 1950-1951            | Lazio                | A                    | 33         | 10         | -               | -               | -               | -                  | -                  | -                  | -           | -           | -           | 33     | 10     |
| 1951-1952            | Lazio                | A                    | 23         | 5          | -               | -               | -               | -                  | -                  | -                  | -           | -           | -           | 23     | 5      |
| 1952-1953            | Reggiana             | C                    | 3          | 0          | -               | -               | -               | -                  | -                  | -                  | -           | -           | -           | 3      | 0      |
| 1953-1954            | Lazio                | A                    | 0          | 0          | -               | -               | -               | -                  | -                  | -                  | -           | -           | -           | 0      | 0      |
| Totale Lazio         | Totale Lazio         | Totale Lazio         | 272        | 43         |                 | 11              | 1               |                    | -                  | -                  |             | -           | -           | 283    | 44     |
| 1954-1955            | Terracina            | 4S                   | 3          | 0          | -               | -               | -               | -                  | -                  | -                  | -           | -           | -           | 3      | 0      |
| Totale carriera      | Totale carriera      | Totale carriera      | 294+       | 52+        |                 | 11              | 1               |                    | -                  | -                  |             | -           | -           | 305+   | 53+    |